# Motowidło

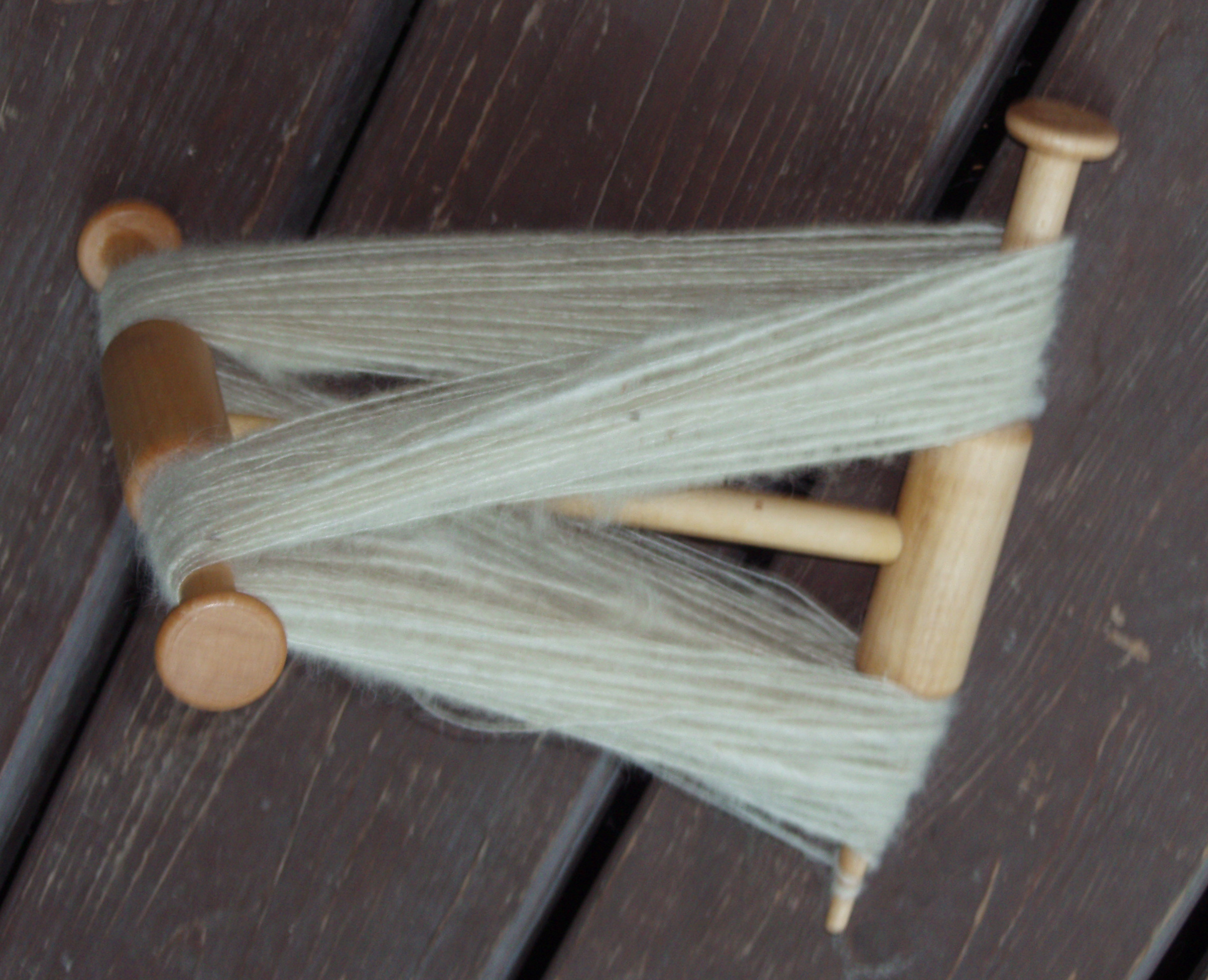
Motowidło z pasmami białej wełny

Motowidło – przyrząd służący do odmierzania i zwijania w motki nici lub przędzy.
Składa się z centralnego pręta, z poprzeczkami na każdym z jego końców, obróconymi względem siebie o kąt 90 stopni. Centralny pręt jest zwykle rzeźbiony, aby ułatwić chwytność i operowanie narzędziem.

## Inne znaczenia
Motowidłem nazywa się również urządzenie bębnowe do nawijania oraz rozwijania drutu i przewodów elektrycznych oraz w rolnictwie, część składową wiązałek oraz kombajnów zbożowych.